# پارک دریایی کارابورون سزان
پارک دریایی کارابورون سزان (به لاتین: Karaburun-Sazan Marine Park) یک جنگل در آلبانی است که در شهرستان ولوره واقع شده‌است.